# Ламахолот
Ламахо́лот — солорцы, один из амбоно-тиморских народов в Индонезии, который, в свою очередь, принадлежит к бима-сумбанской группе народов. Помимо солорцев, в эту группу входят народы бима, манггараи, хаву, энде, сумбанцы и донго.
Живут на востоке острова Флорес, на островах Солор, Адонара и Ломблен. Их численность составляет около 310 тысяч человек. В зависимости от географического местоположения ламахолот делятся на субэтнические группы: ларантуки, солорцы, адонарцы, левотоло и пр. Степень этнической консолидации невелика. Говорят на языке ламахолот или солорском языке, имеются диалекты. К ламахолот близки кеданги, живущие на северо-востоке острова Ломблен.

## Религия
Религиозная принадлежность ламахолот неоднородна — в основном это католики и мусульмане-сунниты, но имеются приверженцы традиционных верований. Традиционные культы: культы божеств (верховное божество Лера-Вулан — «Солнце-Луна»), культы умерших (ниту), шаманство.

## История
С XVI века территория Ламахолот была объектом притязаний султаната Гова, Португалии и Нидерландов. До середины XIX века Ламахолот находились под португальским колониальным управлением, в 1859—1942 годах — под нидерландским, до середины XX века — формально подчинялись раджам Ларантуки и Адонары.

## Язык
Язык относится к малайско-полинезийской группе австронезийской семьи. Он делится на множество диалектов. Самыми распространёнными являются западный ламахолот (Муанг и Пукауну), ламахолот (Така, Левотака, остров Мандири) и западный солор. Этот язык является средством для широкой коммуникации между многочисленными этническими группами, проживающими на территории вокруг Ларантуки и на Солоре.

## Хозяйство
Основное занятие — ручное тропическое земледелие. Доминирующие агрокультуры: кукуруза, суходольный рис, просо, ямс, маниок, батат, бобовые, тыквенные, фрукты и овощи. На побережье развито рыболовство. Животноводство играет подсобную роль. Основная пища — варёная кукуруза и рис с овощными и рыбными приправами. Жители ряда береговых посёлков специализируются на посреднической торговле тканями, одеждой, сельскохозяйственными орудиями. В деревне Ламалера (остров Ломблен) развит китобойный промысел.
Можно выявить похожую структуру хозяйства в Древнем Китае.

## Семья
Традиционная социальная организация основана на патрилинейных родах (суку). Характерно дуальное деление на фратрии. Брак осуществляется с дочерью сестры отца или с дочерью брата матери, молодожёны поселяются в доме отца мужа. Семья обычно малочисленна.

## Быт
Традиционные поселения кучевые (в горах), окружены плотной изгородью из кораллов. Дома каркасно-столбовые, прямоугольные, с высокой крутой крышей. До начала XX века существовали длинные дома. Современные поселения — прибрежные хутора, жилища рассчитаны на малые семьи (3—4 человека).
Представители народа традиционно носят одежду малайского типа.